# Семёнов, Георгий Игнатьевич
Георгий Игнатьевич Семёнов (укр. Георгій Гнатович Семенов; 6 сентября 1912, Макеевка, Область Войска Донского, Российская империя — 7 ноября 1982, Кировоград, УССР, СССР) — украинский советский актёр. Народный артист Украинской ССР (1973).

## Биография
Родился 24 августа [6 сентября] 1912 года в городе Макеевке. Учился в Ленинградском техникуме сценических искусств. С 1929 года работал в театрах Артёмовска, Киева, Павлодара, Николаева, Хмельницкого, Кировограда. В 1940—1952 годах и с 1959 года — в Кировоградском украинском музыкально-драматическом театре имени М. Л. Кропивницкого.
Умер в Кировограде 7 ноября 1982 года.

## Роли
Среди ролей в театре:
- Николай Задорожный («Украденное счастье» Франко);
- Мартын Боруля («Мартын Боруля» Карпенко-Карого);
- Никита («Дай сердцу свободу, заведёт в неволю» Кропивницкого);
- Галушка («В степях Украины» Корнейчука);
- Тарас Бульба («Тарас Бульба» Н. Гоголя);
- Расплюев («Свадьба Кречинского» Сухово-Кобылина);
- Лир («Король Лир» Шекспира).

Снимался в кино:
- Филипп Рева, колхозник («Солдатка», 1959);
- священник («Сон», 1964);
- эпизодическая роль («Семья Коцюбинских», 1970);
- Пётр Григорьевич Моисеенко, председатель колхоза «Рассвет» («Два дня в начале декабря», 1981);
- Ковалло («Рождённые бурей», 1981).

## Награды
- Народный артист УССР с 1973 года;
- Награждён орденом «Знак Почёта».